# Watterson Park
Watterson Park är en inkorporerad ort i Jefferson County i Kentucky. Vid 2020 års folkräkning hade Watterson Park 1 004 invånare.